# 霜降り明星のオールナイトニッポンシリーズ
『霜降り明星のオールナイトニッポンシリーズ』（しもふりみょうじょうのオールナイトニッポンシリーズ）は、お笑いコンビの霜降り明星（せいや、粗品）がパーソナリティを務めるニッポン放送のラジオ番組の総称。
2019年4月から2021年3月までは『霜降り明星のオールナイトニッポン0(ZERO)』が放送され、2021年4月からは『霜降り明星のオールナイトニッポン』が放送されている。

## 概要
『ナインティナイン岡村隆史のオールナイトニッポン』の代理枠として2019年1月3日に『霜降り明星のオールナイトニッポン』が単発放送され、レギュラー放送の開始が2019年3月13日の記者会見にて発表された。同記者会見では、「オールナイトニッポン0(ZERO)」を、ライブ&動画コミュニティアプリMixChannel にてラジオと同時放送することも発表された。かねてから朝日放送ラジオで放送されている、自身のラジオ番組『霜降り明星のだましうち!』が収録番組である一方で、本番組は霜降り明星初のレギュラー生放送のラジオ番組である。2019年3月2日放送の『だましうち!』では番組を継続する発言があったため、同番組とあわせて2つのラジオ番組を持つこととなる。
2020年3月9日、ニッポン放送のイマジンスタジオにて開催された「オールナイトニッポン0(ZERO)」のパーソナリティ発表記者会見に粗品が登壇し（せいやは出演ドラマ『テセウスの船』（TBS）の撮影のため、欠席）2020年1月31日引き続き番組の継続を発表した。
2021年2月26日放送分にて、同年4月より『三四郎のオールナイトニッポン』と入れ替わる形で一部に昇格することが発表された。これについて、オールナイトニッポンのプロデューサーの冨山雄一は「数か月、熟考した改編となりました」と述べた上で「霜降り明星さんのスケジュールを考えて、ANN0の時間帯を続けることが厳しいとなった時に、ANNのどの番組も終了という選択肢がなくて…。番組終了という判断になりそうだった時に、図らずして、現場のディレクターたちから『どうにかして霜降り明星を続けてほしい』という内容の長文のメッセージがきました。ラジオは1回終わると、次を始めることが難しくなるので」と、当時の状況を振り返っている。
Twitterのハッシュタグは0（ZERO）時代は「#霜降り明星ANN0」、1部に昇格してからは「#霜降り明星ANN」。メールアドレスは単発から変わらず、「ss@allnightnippon.com」である。アドレスの「ss」はせいやと粗品の頭文字から取られている。
2021年6月に発表された、「リスナーが本気で選んだラジオ番組最強番付2021」芸人部門で2位を獲得した。

## 放送時間
現在
- 土曜日（金曜日深夜） 1:00 - 3:00

オールナイトニッポン0(ZERO)時代
- 土曜日（金曜日深夜） 3:00 - 5:00
  - 西日本放送は4:00まで。MixChannelでは放送終了までと終了後5分から10分程度の限定配信を行っている。
  - 2019年7月13日（12日深夜）は放送はニッポン放送のみ『第25回参議院議員通常選挙 東京都選挙区政見放送』を放送するため4時10分までの短縮放送。なおMixChannelでのスタジオ中継とニッポン放送以外のフルネット局は裏送りで通常通り5時00分まで放送/配信された。

## 現在のコーナー
投稿ネタはそれぞれせいや・粗品のいずれかが選出し、選出者が読み上げる形を取る。
ピリオド・チャンピオン
2019年4月26日にスタート。粗品選出。
TBS系の特別番組『オールスター感謝祭』のパロディコーナーで、粗品が2019年4月に放送された『感謝祭』でピリオドチャンピオンになったことをきっかけに作られた。様々なジャンルの『ピリオドチャンピオン』を紹介するコーナー。
冒頭では粗品が「現役のピリオドチャンピオン」「ピリオドチャンピオンの称号がいかに凄いか」を殊更主張するのが恒例となっていたが、同年9月に放送の『感謝祭』で粗品がピリオドチャンピオンを逃して以降は、自身が「伝説的なピリオドチャンピオン」であると説明している。
コーナーの終盤は下ネタが読まれることが恒例となっている。
2020年4月24日の放送をもって、一時休止することを発表。
2020年10月3日に放送された『オールスター感謝祭2020秋』にて粗品が二回ピリオド・チャンピオンになった事を記念して、同年10月9日の放送にて一回限りの復活を果たした。
2021年3月27日に放送された『オールスター感謝祭2021春』で、粗品が通算4度目のピリオド・チャンピオンに輝いた事を記念し、一部初回の4月2日から「アホ無線」と入れ替わる形でコーナーが再開された。また、同年秋の感謝祭では粗品が一回の放送で3度ピリオドチャンピオンに輝いたため、現在はコーナー冒頭で「7度のピリオドチャンピオンに輝いた」ということを強調している。
一行（いちぎょう）
2020年5月1日にスタート。粗品選出。
ショートショートの名手・星新一が好きな2人。 前後の文章や内容が気になるショートショートの「一行だけ」を書いて送るコーナー。
ショートショートの他、せいやや霜降り明星に関わりのある芸能人や物品を名乗る人物からの、半ば言いがかりとも言える辛辣なクレーム、奇怪なメッセージや既存のドラマや映画などの作品に絡めたもの、替え歌などが書かれたメールが読まれるのも恒例となっており、中には放送当日の話題を拾った、リアルタイムで送られてきたと思われるメールも読まれている。また、これらのメールはコーナー内では全て「記載の人物本人がわざわざ送ってきている」ということになっているが、本来のラジオネームを併記することでMVPレースのポイントは加算されている。
2021年10月22日の放送回では、「せいやの東京で初めての親友」として度々映画コメンテーターの有村昆を名乗るメールが多数送られてきていたことを受け、ラジオネーム「有村昆」のメールのみを当日のゲストであった有村昆本人が読み上げる「全一行、有村昆スペシャル」が放送された。
コーナー発表時のタイトルは「ショートショートショート」であったが、かつて爆笑問題のラジオ番組『爆笑問題カーボーイ』（TBSラジオ）にて同名のコーナーが存在していた為、変更された。
霜降り交遊録
2019年4月12日にスタート。せいや選出。
霜降り明星と芸能人・有名人が絡んでいる様子を想像した文章を送るコーナー。メールを読む際は登場人物の台詞がモノマネで読み上げられる。
せいや・粗品が一切登場しないメールも多数読まれており、番組HPのコーナー紹介でも「※なんならせいやと粗品が登場しないストーリーでもOKです」と記載されている。そのため、以前はコーナー説明の際も粗品が「自由に送ってもらっているコーナーです」と発していた。
有名人の言動を想像して送るという趣旨の難易度が高いため、かつては後述のMVP制度にて加算されるポイントがこのコーナーでは2ポイントとなっていた。
2019年5月24日の放送ではゲストのホリとせいやのコラボで行われ、お互いのレパートリーを活かしたメールが読まれた。
2020年4月24日の放送をもって、一時休止することを発表。その後1部昇格後の2021年4月23日放送回で「落水実況」と入れ替わる形で復活が発表され、4月30日の放送から再開された。
2021年6月18日の放送では、ゲストのコロコロチキチキペッパーズと共にコーナーを行う「霜降り交遊録・コロチキスペシャル」が行われ、せいやのモノマネのほかにナダルや西野のセリフをそれぞれ本人が読むというコラボが行われた。
2023年2月17日の放送では、後述の『オールナイトニッポン×フジテレビ スペシャルコラボ生放送！』のスペシャルコーナーとして「霜降り交遊録 オールナイトニッポン55周年記念スペシャル！」が行われた。過去にオールナイトニッポンのパーソナリティを担当したことがある人やコーナーでおなじみの芸能人・有名人が登場するネタメールを募集した。
同コーナーで度々ネタになる有名人がスペシャルウィークのゲストとして登場することが多く、その放送回ではゲスト本人がネタメールを読み上げるスペシャル版が放送されている。
- 2022年10月21日 - 霜降り交遊録・浜口京子スペシャル
- 2023年4月21日 - 霜降り交遊録・Mr.マリックスペシャル
- 2023年9月1日 - 霜降り交遊録・三浦マイルドスペシャル

野党!
2019年4月12日にスタート。せいや選出。
粗品の『野党!』に変わるボケとワンフレーズをセットにして、そのフレーズに突っ込んでいくコーナー。普段漫才でツッコミを担当するのは粗品だが、このコーナーではツッコミのフレーズもせいやが読み上げている。
2020年4月24日の放送をもって一時休止に入ったものの、後述の「激アツ！！！」開始延期により5月8日での復活が発表された。以後、「激アツ！！！」復活および終了後も継続して行われていたが、2021年1月29日に「かなでの…『仇じゃ〜〜〜！』」と入れ替わる形で再び休止。「仇じゃ〜〜〜！」終了後に再び復活していたが、2021年10月29日の放送をもって後述の「スプラッシュ！」と入れ替わる形で三度目の休止となった。「スプラッシュ！」終了後の2022年7月22日より再度復活し、現行のコーナーとしては「霜降り交遊録」と並んで最古のコーナーとなっている。
リクエスト歌謡コンサート
2023年8月4日にスタート。
リスナーからせいやに歌ってほしい「アーティスト名」と「曲名」を募集し、歌唱するコーナー。開始当初は実在する曲を歌唱していたが、徐々にアーティスト名や曲名をもじった形の替え歌リクエストが増え、それに合わせてせいやが即興で歌唱するという流れになっており、締めのBGMや共通ジングルが流れても2～3回は無視して進行していくのがお約束となっている。
なお、Spotifyのアーカイブ配信では全編カットされている。

### 休止中・不定期で行われるコーナー
アホ無線
2020年9月25日にスタート。粗品選出。
霜降り明星の2人が好んでプレイしている戦場ゲームで聞こえてくる、プレイヤーが思わずツッコミたくなるような「アホな内容の無線」を送るコーナー。
「のコーナー」同様、コーナーの最後に格言のようなメッセージが送られてくるのが恒例となっているが、それらは全て0ポイントとしてカウントされている。
一部昇格初回の4月2日に、「ピリオド・チャンピオン」と入れ替わる形で休止。
「ポケットいっぱいの秘密♪」のコーナー
2019年4月12日にスタート。せいや選出。
1972年に作曲家の平尾昌晃が香港で発掘した“香港の妖精”「チャン・メイリン」こと、せいやがファンであるアグネス・チャンの楽曲『ポケットいっぱいの秘密』に乗せ、リスナーが知っている小さな秘密を紹介していく。通称は「ポケひみ」。
コーナー冒頭に粗品が「プンプンプンプーンちゃうねん！」と曲のイントロに対してツッコミを入れるのが恒例となっている。せいやはこのコーナーのメールを読み上げている間、“別人格の「クレイジーマン」が現れて記憶が飛んでいる”ことになっており、リスナーからのメールも「秘密」とは名ばかりの無秩序なもの（真偽不明な豆知識、意味不明な言葉の羅列、粗品へのスパムに近いメッセージなど）が多く送られる。あまりの無秩序ぶりに何度もコーナーの終了宣言が行われている上、公式ホームページにも「このコーナーは終了しました。」と記載されているが、その意に反して番組のラストで毎週欠かさず放送されていた。
10月11日の放送ではゲストのトム・ブラウンが退出するタイミングで2人とのコラボとして行われたため、コーナーで初めて番組のラストではなく4時台の前半で放送された。
2019年7月以降、このコーナーで読まれたメールには後述のMVPレースのポイントが加算されていない。
2019年12月6日の放送で翌週での終了が発表され、宣言通り12月13日の放送で本当に終了。電報、花、特別アドレスでのお別れメッセージの募集を行った結果、メールの他に電報4通と花（リスナーにより直接ニッポン放送に持ち込まれたもの）が1つ送られてきた。
しかしその後も公式サイトのコーナー紹介欄には掲載され続けており、2020年2月21日の放送回にて当日のゲストであった立木文彦による予告ジングルが流されたあと、2か月ぶりにコーナーが復活。終了後もリスナーからメールが送られ続けていた事が判明した。
2020年6月19日の放送では放送開始直後から本コーナーが開始。自己紹介や通常のコーナー、フリートークなどをすべて行なわず、結果として2時間の放送時間中、計9回にわたり徹底的にこのコーナーが行われた。この回では放送中にかけられる楽曲も、ジングルやオールナイトニッポンプッシュ曲、フィラー曲といった必ず流される曲を除き全て『ポケットいっぱいの秘密』の原曲もしくは別バージョンとなっていた。
2021年2月、上記の2020年6月19日の放送分が、ラジオリスナーが投票して決定する「プラネット賞」の2020年度の年間話題賞を受賞した。
前述の回以降は一度も放送されることがなかったが、0枠の最終回である2021年3月27日放送回のラストにておよそ9ヶ月ぶりに放送。2022年4月1日放送回にておよそ1年ぶりに行われ、以降は番組ラストのコーナーとして復活していたが、2023年7月28日放送分にて「リクエスト歌謡コンサート」に代わる形で再び休止することになった。

## 過去のコーナー

### レギュラーコーナー
スクープ!
2019年9月20日にスタート。粗品選出。
写真週刊誌『FRIDAY』に自らの熱愛報道を掲載された粗品が、番組独自のスクープ報道を紹介していく。投稿の際は見出しと本文の一部抜粋を書く形となる。
「霜降り交友録」同様、MVPレースで加算されるポイントは2ポイントとなっていた。
2019年11月15日の放送で、「粗品がスクープされてから大分経った」という理由により終了。
アフレコ・クレイジーマン
2019年11月29日にスタート。せいや選出。
ホットペッパーのWEBサービス、ホットペッパー・グルメとのタイアップ企画。
ホットペッパー・グルメのテレビCMに登場する男2人の会話を、この番組に登場するせいやの別人格である「クレイジーマン」がアフレコしたらどうなるのかを送ってもらうコーナー。
コーナー終わりではせいやと粗品がそれぞれ「せいや賞」「粗品賞」を選出し、選ばれたリスナーにはお食事券3000円分が送られた。
コーナー中は「ポケットいっぱいの秘密」がBGMとしてかかっており、「ポケットいっぱいの秘密♪のコーナー」同様送られてくる内容はアフレコとは名ばかりの意味不明なものが多数だった。また、このコーナーが放送されている間は「ポケットいっぱいの秘密♪のコーナー」は放送されなかった。
スタートした週に翌週での終了が発表され、12月6日に終了。
ホームルーム
2019年7月19日にスタート。
事前に募集したリスナーへ霜降り明星の2人が生電話をかけ、相談に応えるコーナー。BGMはTHE HIGH-LOWSの『青春』。
数回行われた後、明確に告げられてはいないがコーナー自体が行われなくなり、フェードアウトする形で終了。メールやトークでも「終了したコーナー」として扱われている。
ナレーション
2020年1月24日にスタート。
二人が大好きなアニメ『賭博黙示録カイジ』のナレーションを務めている立木文彦の声で、日常のさまざまな事柄にナレーションをつけていくコーナー。BGMは前述のアニメのOPでもある、カイジwithレッどぼんチリーずの『未来は僕等の手の中』
ネタメールはせいやによる立木のモノマネで読み上げられるため、事実上「霜降り交友録」の派生コーナーである。
2月21日のスペシャルウィークでは当日のゲストだった立木文彦本人の声でネタメールの読み上げが行われた。
2月28日の放送で「ご本人出演によりゴールを迎えた」という理由で終了した。
のコーナー
2020年5月1日にスタート。せいや選出。
霜降り明星の2人が冠番組の司会をしているアイドルグループ「ラストアイドル」のシングル『愛を知る』で印象的な、楽曲冒頭の早口の部分『自分のことがずっと嫌いだったんだ 死んでしまいたいと思ってた』にハマる気持ちのイイ替え歌の歌詞を送るコーナー。原曲が流れた後にタイトルコールをするため、事実上原曲の歌詞を含めたタイトルである。当初はテーマを設けていなかったが、コーナーの初回で「意味不明な投稿ばかり来た」ため、以降は「子供の頃の印象的な思い出」というテーマが設定された。しかしコーナーの最後は毎回、特定のリスナーによるテーマに関係のない格言のようなメッセージが読まれていた。アイドルの楽曲であることから、下ネタは禁止となっている。
発端は2020年4月3日放送回でフィラー音楽を決める際にせいやが自身の団地暮らしのエピソードをネタにした替え歌を歌ったことであり、翌々週2020年4月17日のメールテーマでもあった。
2020年7月24日の放送をもって「激アツ！！！」と入れ替わる形で終了。
激アツ！！！
2020年7月31日にスタート。粗品選出。
パチンコが大好きな粗品。 パチンコで「大当たりの可能性が高い」という意味の言葉「激アツ」にちなんで 『激アツなシチュエーション』を送るコーナー。
2020年5月1日の放送から開始予定であったが、新型コロナウイルス感染症の拡大に伴うパチンコ店の営業休止に対応する形で開始を延期され、2020年7月24日の放送で募集を再開した。
2020年9月18日の放送をもって、「アホ無線」と入れ替わる形で終了。
真夜中の虎
2020年6月5日にスタート。せいや選出。
粗品とせいやが大好きな伝説のテレビ番組『￥マネーの虎』に登場する「虎」と呼ばれる社長たちが志願者との面接の中で「吠えている」場面を想像して送るコーナー。
2020年10月23日のスペシャルウィークではマネーの虎の出演者であった川原ひろしと堀之内九一郎が生出演し、川原と堀之内のセリフは本人が読み、それ以外のセリフはせいやが読むという形式でコーナーが行われた。
2020年10月30日の放送で、「ナレーション」と同様に「ご本人が出演した」という理由で終了した。
Road to ホーム・アローン
2020年11月6日にスタート。せいや選出。
映画『ホーム・アローン』の登場人物がクリスマスまでどのような日々を過ごしていたのかを想像して送ってもらう。
2021年1月8日の放送をもって、クリスマスを過ぎたという理由で「落水実況」と入れ替わる形で終了。
かなでの…「仇じゃ〜〜〜！」
2021年2月5日にスタート。せいや選出。
3時のヒロインがTHE W優勝特典の冠番組内で制作した映像『「アッハーン」後日談」』の、かなでのバース「仇じゃ〜！」に合わせて、リスナーからの怒りを送ってもらうコーナー。
2021年2月19日の放送回では、せいやの読み上げの後にBGMでコールされる「仇じゃ〜！」の声をゲストのかなでがその場で叫ぶ「ナマ仇じゃ〜！」が行われ、1コーナーに送られたメールでは番組最多の6000通の中から厳選したメールがかなでと共に読み上げられた。
2021年2月26日の放送をもって、過去の本人出演コーナーと同様に「ゴールを迎えた」という理由で終了。
落水実況
2021年1月15日にスタート。せいや選出。
さまざまな有名人がTBS系のスポーツバラエティ番組『SASUKE』に挑戦し、池に落ちてしまった際にどのような実況がなされるかを想像して送ってもらう。落水した場合のみならず、1stステージやファイナルステージまでクリアした場合の実況も読まれている。
2021年4月23日の放送をもって、休止していた「霜降り交遊録」と入れ替わる形で終了。
スプラッシュ！
2021年11月12日にスタート。せいや選出。
男性有名人が「スプラッシュ」した時に発する言葉を想像して送ってもらうコーナー。メールを送る際は前フリとワードのみならず、達するまでの助走の部分も含めて記載するルールとなっているが、人によっては助走なしでワードを発することもある。
人のみならず、バンドなどの団体や、日用品などのモノ、概念などのスプラッシュも読まれている。
元々はせいやがトークで自身の体験を元にした「スプラッシュの再現」を度々行っていたことから派生し、2021年10月15日放送回で「有名人がスプラッシュする時」の再現を粗品やリスナーのリクエストでアドリブで行ったことがコーナーに派生した。
2022年7月15日の放送をもって、休止していた「野党!」と入れ替わる形で終了。
2022年9月2日の放送では、コーナー内で度々ネタとなっていた森永卓郎がゲスト出演し、過去にコーナーで取り上げられたネタ（エピソード）の真偽を確かめたほか、森永本人によるネタメールの読み上げも行われた。

### スペシャルウィークで放送された特別コーナー
絶対にぃぃ…
2019年10月11日放送の特別コーナー。放送日のゲストであるトム・ブラウンの漫才に出てくるフレーズにちなんで、文末に「絶対にぃぃ…」をつける形でトム・ブラウンのみちおが絶対に成し遂げたいことを募集した。メールの読み上げもみちおが担当し、採用者には他のコーナーと同様にMVPレースのポイントが加算された。
フード・コレクション
2021年12月17日放送の特別コーナー。放送日のゲストであるフースーヤがM-1グランプリ2021の準々決勝で披露した漫才に出てきたくだり「中華コレクション」で優勝した「回鍋肉のロングスカート」を倒すために、中華に限らないさまざまな「フードフレーズ」をリスナーから募集した。
メールの読み上げもフースーヤが担当し、元の漫才同様にテンポ良く読む都合上投稿者のラジオネームは放送中には読まれず、後日公式サイトに掲載する形で発表された。
ギャグリレー
2021年12月17日放送の特別コーナー。放送日のゲストであるフースーヤの代名詞でもある「ギャグの連鎖」をせいやとフースーヤの3人が延々とリレー形式で行うというもの。当初は22回を目標としていたが最終的には101回まで行われた。
再びフースーヤがゲストとして登場した2022年12月23日の放送では、除夜の鐘に因んだ108回のギャグが行われた。
無の顔
2022年6月17日放送の特別コーナー。放送日のゲストである錦鯉の長谷川雅紀による「無の顔」が出てくるシチュエーションをリスナーから募集した。
メールの読み上げも長谷川が担当し、その様子の一部は番組公式Twitterにおいて公開された。
浜口京子さんと霜降り明星でやったら楽しそうなゲーム
2022年10月21日放送の特別コーナー。放送日のゲストである浜口京子と霜降り明星の3人が仲良くなって関係性を深めるべく、3人もしくはせいや、または粗品と浜口の2人で出来るゲームのアイデアをリスナーから募集した。

## スペシャルウィーク
| 放送日         | 内容                                                                                             |
| -------------- | ------------------------------------------------------------------------------------------------ |
| 2019年4月19日  | せいやと粗品の!蔵出しトークスペシャル!                                                           |
| 2019年6月14日  | お笑い第7世代座談会!                                                                             |
| 2019年8月30日  | 三四郎と霜降り明星のオールナイトニッポン0(ZERO) プレミアムラジオフライデー!絶対聴いてくれよなSP  |
| 2019年10月11日 | トム・ブラウンさんに来てほしいんですよ!絶対にぃぃぃぃぃぃぃぃ……スペシャルっ!                     |
| 2019年12月13日 | 先輩！大阪時代はお世話になりました〜〜〜〜スペシャル！！                                         |
| 2020年2月21日  | 立木文彦本人がメールを読む「ナレーション」放送                                                   |
| 2020年4月24日  | 通常回として放送                                                                                 |
| 2020年6月19日  | 通常回として放送                                                                                 |
| 2020年9月11日  | 集まれっ！せいや軍団・粗品軍団っ！                                                               |
| 2020年10月23日 | 『マネーの虎』川原社長・堀之内社長、襲来！ヒジョ～にキモチ悪い…けど、スタジオ 行くよ！SP！       |
| 2020年12月18日 | M-1ファイナリスト登場！錦鯉さん、こ～～んに～～ちは～～！スペシャル！                            |
| 2021年2月19日  | 「ナマ仇じゃ〜！」放送                                                                           |
| 2021年4月16日  | 通常回として放送                                                                                 |
| 2021年6月18日  | 霜降り交遊録・コロチキスペシャル                                                                 |
| 2021年9月10日  | ネタ職人の賞レース・霜降り甲子園                                                                 |
| 2021年10月22日 | おかえりなさい、有村昆さんスペシャル                                                             |
| 2021年12月17日 | 「フード・コレクション」「ギャグリレー」放送                                                     |
| 2022年1月28日  | 番組休止                                                                                         |
| 2022年4月22日  | 1月28日の放送でゲストに迎える予定だった男性ブランコとマユリカが出演                              |
| 2022年6月17日  | 「無の顔」放送                                                                                   |
| 2022年9月2日   | 森永卓郎本人がメールを読む「スプラッシュ！」放送                                                 |
| 2022年10月21日 | 「霜降り交遊録・浜口京子スペシャル」「浜口京子さんと霜降り明星でやったら楽しうそうなゲーム」放送 |
| 2022年12月23日 | 「ギャグリレー」放送                                                                             |
| 2023年2月17日  | 霜降り甲子園 ～オールナイトニッポン55周年記念大会～                                              |
| 2023年4月21日  | 「霜降り交遊録・Mr.マリックスペシャル」放送                                                      |
| 2023年6月16日  | 「まっすぐ勝負!ネタ職人チーム対抗戦!」放送                                                       |
| 2023年9月1日   | 「霜降り交遊録 三浦マイルドSP」放送                                                              |
| 2023年10月20日 | 「ネタ職人チャンピオンシップ」放送                                                               |
| 2023年12月15日 | 通常回として放送                                                                                 |
| 2024年2月2日   | 「霜降り交遊録 リトル森下SP」放送                                                                |
| 2024年4月19日  | 「ケンコバさんに質問」放送                                                                       |
| 2024年6月14日  | 「霜降り交遊録 関暁夫SP」放送                                                                    |
| 2024年8月30日  | 夏の霜降り甲子園2024                                                                             |

※2024年10月25日以降は通常回として放送。

## ゲスト
| 放送日         | ゲスト                                                                                              |
| -------------- | --------------------------------------------------------------------------------------------------- |
| 2019年5月24日  | ホリ                                                                                                |
| 2019年6月14日  | 昴生、亜生（ミキ）                                                                                  |
| 2019年8月16日  | R-指定、DJ松永（Creepy Nuts）                                                                       |
| 2019年8月30日  | 小宮浩信、相田周二（三四郎）、金田哲（はんにゃ）、亜生（ミキ）、池田一真（しずる）                  |
| 2019年10月11日 | 布川ひろき、みちお（トム・ブラウン）                                                                |
| 2019年12月13日 | 辻井亮平、ナポリ（アイロンヘッド）、田渕章裕、きむ（インディアンス）                                |
| 2020年2月21日  | 立木文彦                                                                                            |
| 2020年3月27日  | 鈴木亮平                                                                                            |
| 2020年7月10日  | くっきー!（野性爆弾）、飯尾和樹（ずん）、ハリウッドザコシショウ、レイザーラモンRG（レイザーラモン） |
| 2020年8月28日  | 福田麻貴、かなで、ゆめっち（3時のヒロイン）                                                         |
| 2020年9月11日  | 亜生（ミキ）、岩倉美里（蛙亭）、前田龍二（シモリュウ）、大東翔生（ダブルヒガシ）                    |
| 2020年10月23日 | 川原ひろし、堀之内九一郎                                                                            |
| 2020年12月18日 | 長谷川雅紀、渡辺隆（錦鯉）                                                                          |
| 2021年2月19日  | かなで（3時のヒロイン）                                                                             |
| 2021年6月18日  | 西野創人、ナダル（コロコロチキチキペッパーズ）                                                      |
| 2021年7月2日   | 原ゆたか                                                                                            |
| 2021年8月20日  | ヒコロヒー                                                                                          |
| 2021年10月22日 | 有村昆                                                                                              |
| 2021年12月17日 | 田中ショータイム、谷口理（フースーヤ）                                                              |
| 2022年1月14日  | 丸山礼                                                                                              |
| 2022年4月22日  | 浦井のりひろ、平井まさあき（男性ブランコ）、中谷祐太、阪本匠伍（マユリカ）                          |
| 2022年6月17日  | 長谷川雅紀、渡辺隆（錦鯉）                                                                          |
| 2022年6月24日  | 那須川天心                                                                                          |
| 2022年9月2日   | 森永卓郎                                                                                            |
| 2022年10月21日 | 浜口京子                                                                                            |
| 2022年12月23日 | 田中ショータイム、谷口理（フースーヤ）                                                              |
| 2023年4月21日  | Mr.マリック                                                                                         |
| 2023年9月1日   | 三浦マイルド                                                                                        |
| 2023年10月20日 | ネタ職人（ポストカードクラフトスマン、よもぎもち、ストーリーテラー丸山、きんめろ）                  |
| 2023年12月30日 | 楢原真樹、出井隼之介（ヤーレンズ）                                                                  |
| 2024年2月2日   | 初瀬悠太、森下直人（ななまがり）                                                                    |
| 2024年4月19日  | ケンドーコバヤシ                                                                                    |
| 2024年6月14日  | 関暁夫                                                                                              |
| 2025年4月18日  | 浜口京子                                                                                            |
| 2025年7月18日  | 杉本青空（からし蓮根）、ジャンボたかお（レインボー）                                                |

## 企画
霜降りIPPON糞グランプリ
2019年4月26日、6月21日、12月6日放送。IPPONグランプリのパロディ企画。大喜利のお題を事前に発表し、リスナーから回答を募集する。判定は粗品が行い、面白い回答の場合は『IPPON!!』、面白くない回答だった場合は『IPPONグソ〜』と効果音が流れ、面白い回答の場合は後述のMVPレースに2ポイント加算、面白くない回答だと1ポイント減点される。
MVPレース
3か月に1度、コーナーで読まれたメールを集計し、最も優秀なリスナーを表彰するという企画。各ネタコーナーに採用されると1ポイント獲得、さらに2人が気に入ったメールには適宜ボーナス点が加点される。かつては「野党!」「ピリオド・チャンピオン」には1ポイント、「霜降り交友録」「スクープ！」のコーナーには2ポイントが一律で加算されていた。合計ポイントが1位となったリスナーには副賞として霜降り明星が自腹で購入した「マジで良いもの」が贈られていたが、第4回以降は図書カードが続いている。
レースの結果は3月・6月・9月・12月の最後の放送回、または4月・7月・10月・翌年1月の最初の放送回で発表され、5位から順番にランクインしたリスナーの獲得ポイント・戦績・期間中に採用されたネタメールの紹介が行われる。なお粗品かせいやが欠席した場合、発表は翌週以降に延期される（2024年10月4日（5日深夜）放送回が該当）。
MVPレース結果発表直後に次のレースがスタートするため、結果発表された回で読まれたネタメールへのポイントは次回のレースへ加算される。0枠最終回としてリスナーをスタジオに招待した2021年3月26日（27日深夜）放送回は、結果発表前にコーナーが行われたためにレース終了直前にポイントの加算が行われた。
| 回（期間）                    | ラジオネーム               | 副賞                   |
| ----------------------------- | -------------------------- | ---------------------- |
| 第1回（2019年4月 - 6月）      | おもちもちもちももち       | 防水ワイヤレスイヤホン |
| 第2回（2019年7月 - 9月）      | ポストカードクラフトスマン | モバイルバッテリー     |
| 第3回（2019年10月 - 12月）    | ポストカードクラフトスマン | モバイルバッテリー     |
| 第4回（2020年1月 - 3月）      | ポストカードクラフトスマン | 図書カード             |
| 第5回（2020年4月 - 6月）      | ポストカードクラフトスマン | 図書カード             |
| 第6回（2020年7月 - 9月）      | おもちもちもちももち       | 図書カード             |
| 第7回（2020年10月 - 12月）    | おもちもちもちももち       | 図書カード             |
| 第8回（2021年1月 - 3月）      | ポストカードクラフトスマン | 図書カード             |
| 第9回（2021年4月 - 6月）      | ストーリーテラー丸山       | 図書カード             |
| 第10回（2021年7月 - 9月）     | ポストカードクラフトスマン | 図書カード             |
| 第11回（2021年10月 - 12月）   | よもぎもち                 | 図書カード             |
| 第12回（2022年1月 - 3月）     | よもぎもち                 | 図書カード             |
| 第13回（2022年4月 - 6月）     | ポストカードクラフトスマン | 図書カード             |
| 第14回（2022年7月 - 9月）     | たけみー                   | 図書カード             |
| 第15回（2022年10月 - 12月）   | ポストカードクラフトスマン | 図書カード             |
| 第16回（2023年1月 - 3月）     | そら失礼                   | 図書カード             |
| 第17回（2023年4月 - 6月）     | よもぎもち                 | 図書カード             |
| 第18回（2023年7月 - 9月）     | そら失礼                   | 図書カード             |
| 第19回（2023年10月 - 12月）   | ポストカードクラフトスマン | 図書カード             |
| 第20回（2024年1月 - 3月）     | そら失礼                   | 図書カード             |
| 第21回（2024年4月 - 6月）     | きんめろ                   | 図書カード             |
| 第22回（2024年7月 - 9月）     | そら失礼                   | 図書カード             |
| 第23回（2024年10月 - 12月）） | ポストカードクラフトスマン | 図書カード             |
| 第24回（2025年1月 - 3月）     | シロバンタン               | 図書カード             |

霜降り甲子園
「この夏（または春）一番面白いリスナーを決定する」と称し、本家の甲子園に合わせて春と夏の年2回ずつ開催。「ピリオド・チャンピオン」と「野党!」からネタメールを募集するが、通常の放送とは異なり、各コーナーにつき10通の上限が設けられている。予選は各コーナーをA・Bブロックに分けて行い、各ブロック終了時に決勝進出者を選出する。決勝進出者はリアルタイムで行われるコーナーに参加し、そこで最も優秀だったリスナーが優勝者となる。優勝者はMVPレースに5ポイントが加算され、読まれた際に付与される2ポイント、決勝進出の際に付与される3ポイントと合わせて計10ポイントが加算される。また、第3回からは敢闘賞として優勝者以外にも活躍したリスナーを表彰する「せいや賞」「粗品賞」の選出も行われている。
決勝は「シンプル大喜利」と称し、予選終了後に大喜利のお題が発表され生放送中に回答するという形式で行われていたが、第7回以降は「ナマ野党」として生放送中に「野党!」のネタメールを送るという形式に変更された。決勝では通常の番組メールアドレスとは異なる特別アドレスが設けられ、決勝進出者はそのアドレスにメールを送ることになる。
第3回では投稿者の住所で西（せいやが選定、読み上げ）と東（粗品が選定、読み上げ）を分け、コーナーにつき東西それぞれ8通ずつ計16通を選出し、優勝者のチームのみがポイントを獲得できるという「東西戦」として開催された。
リアルタイムで優勝者を決めるため「放送日に起きて聴いていること」が投稿の条件であり、決勝進出者に選ばれたリスナーは放送中に「起きてます」というメールを送ることが求められる。そのため、進出者からメールが送られなかった場合には、次点のリスナーが繰り上げで決勝に進出する可能性もある。第4回のみメールではなく、スタッフが電話で放送を聴いているかどうかを直接確認する形式となった。
第5回以降、決勝進出者の中から優勝するリスナーを予想する「霜降り甲子園優勝者予想クイズ」が行われている。優勝するリスナーを予想しそのラジオネームを記載するというものであり、第5回のみメールでの募集だったが第6回以降はXでの募集となっている。
| 回 (放送日)             | 優勝者             | せいや賞                   | 粗品賞                     | 採用数 | 決勝進出者 |
| ----------------------- | ------------------ | -------------------------- | -------------------------- | ------ | ---------- |
| 第1回 (2019年8月16日)   | 父は公務員         | 設定なし                   | 設定なし                   | 28通   | 4名        |
| 第2回 (2020年3月20日)   | 困る駒             | 設定なし                   | 設定なし                   | 32通   | 12名       |
| 第3回 (2020年9月4日)    | ぽんある           | おもちもちもちももち       | ポストカードクラフトスマン | 32通   | 8名        |
| 第4回 (2021年4月16日)   | トンカツうどん     | おもちもちもちももち       | 食べ残し                   | 32通   | 12名       |
| 第5回 (2021年9月10日)   | 顔パンパン         | めんたらこ                 | ポストカードクラフトスマン | 32通   | 12名       |
| 第6回 (2022年3月18日)   | いぶき0038         | そら失礼                   | マニー・タッキャオ         | 32通   | 12名       |
| 第7回 (2022年8月12日)   | 千本ノック         | ポストカードクラフトスマン | 竹やぶやぶ太郎             | 40通   | 16名       |
| 第8回 (2023年2月17日)   | サードダウンスリー | マニー・タッキャオ         | ストーリーテラー丸山       | 40通   | 16名       |
| 第9回 (2023年9月15日)   | 野暮               | コンバット・マグナム       | いぶき0038                 | 40通   | 16名       |
| 第10回（2024年3月29日） | タノミ・ゴト       | レディオッツ               | がんばれ山岡               | 40通   | 16名       |
| 第11回（2024年8月30日） | コジミツコ         | おもちもちもちももち       | ずっと春休みでいいのに     | 40通   | 16名       |
| 第12回（2025年4月11日） | 落合のワイフ       | コジミツコ                 | 父は公務員                 | 40通   | 16名       |

「○○さん、こんばんは」
2021年7月30日放送回で粗品が新型コロナワクチンの副反応の影響により欠席、せいやが一人で放送を行うことになったため、放送直前に急遽「○○さん、こんばんは。」というメールテーマを設け、「〇〇」の部分に今日のパーソナリティの名前を間違えずに入れるという形でメールを募った。実際には「〇〇」の部分には有名人の名前などが入っており、それに合わせてせいやがモノマネを行うというものである。
2023年4月28日放送回にて粗品が体調不良により欠席した際に再び本企画が行われた。
まっすぐ勝負!ネタ職人チーム対抗戦!
2023年6月16日放送。これまでの番組内でのネタメール採用数をもとにリスナーをチーム分けし、コーナーのネタで対決するという企画。
チームは、この番組で今まで一度も採用されたことがない新人職人チーム、今まで1通以上メールが読まれたことがある一般職人チーム、MVPレース結果発表の『惜しくもTOP5入りを逃した職人』でラジオネームが読まれたことがある常連職人チーム、MVPレースでTOP5入りの経験がある超常連職人チームの4チームに分けられる。予選はトーナメント制で、レギュラーコーナーの「野党!」と「ピリオド・チャンピオン」からネタメールを募集し、ネタの面白さを1ポイントから3ポイントで判定し、両コーナーで獲得したポイントの合計が高いチームが決勝進出となる。同点の場合は3ポイントを獲得したネタの数で勝敗を決めるが、それでも同点の場合はくじ引きで決定する。決勝は「霜降り甲子園」と同様「ナマ野党」が行われ、そこで最も優秀だったチームが優勝となる。優勝したチームの中でも最も活躍したリスナーは「最優秀職人」として電話インタビューが行われる。
予選で採用されると2ポイント、決勝進出でさらに3ポイント、最優秀職人にはさらに5ポイントがMVPレースに加算される。
ネタ職人チャンピオンシップ
2023年10月20日放送。放送日のゲストであるネタ職人4人がネタメールで対決するという企画。
レギュラーコーナーの「野党!」「ピリオド・チャンピオン」「霜降り交遊録」から投稿数の制限無しでネタメールを募集し、3コーナーでの獲得ポイント数が最も多かったネタ職人が優勝となる。
| 順位 | ラジオネーム               | 獲得ポイント数 |
| ---- | -------------------------- | -------------- |
| 1位  | ストーリーテラー丸山       | 22ポイント     |
| 2位  | ポストカードクラフトスマン | 20ポイント     |
| 3位  | きんめろ                   | 20ポイント     |
| 4位  | よもぎもち                 | 5ポイント      |

## 出来事
- 2020年8月8日（7日深夜）放送分では、せいやの体調不良、さらに吉本興業の芸人の新型コロナウイルス感染症のニュースが重なったことから安全を考慮し、粗品が一人で自宅からリモート放送を行った[9]。
- 翌週の2020年8月14日（15日深夜）放送分でもせいやが体調不良で欠席。粗品一人で番組冒頭からボケを軸としたメールテーマを各ブロックで募集し、ニッポン放送のスタジオからリスナーから届いた50960通のうち1000通にも及ぶメールを番組終了まで読み上げ続けた。この回では粗品の煽りに応じたリスナーから大量のメールが短時間に一斉に送られ続けたため、番組後半でニッポン放送のメールサーバーが二度に渡りダウンするという珍事も発生した。
- 2020年10月9日（10日深夜）放送分では、せいやが仮眠に失敗し遅刻、冒頭の13分間を粗品が1人で放送した。
- 2021年2月27日（28日深夜）放送分にて「霜降り明星のオールナイトニッポン0」終了、同時に金曜深夜1部への昇格が発表された。
- 2021年3月26日（27日深夜）放送分では、2年間続いた0枠での放送終了及び一部への昇格を記念して、ポストカードクラフトスマンをはじめとする番組の常連投稿者16名をスタジオに招待しトークを行うとともに、その場で0枠最後のMVPレース結果発表と副賞の授与が行われた[注 31]。その他、番組初代ディレクターの三浦憲高がスタジオに来たリスナーの案内役として出演し、三浦、川原ひろし・堀之内九一郎、徳光和夫による一回限りの特別ジングルがそれぞれCM明けに放送された。
- 2022年1月29日（28日深夜）放送分では、吉本の同期扱いでもあるお笑いコンビの男性ブランコとマユリカがゲストに迎えてスペシャルウィークを行う予定だった。しかし、24日に霜降り明星の2人が新型コロナウイルスに感染したため[注 32] [10]休養することとなり、急遽トム・ブラウン（ケイダッシュステージ所属）をパーソナリティとした「トム・ブラウンのオールナイトニッポン」を放送することとなった。
- 2023年2月18日（17日深夜）放送分は、『オールナイトニッポン55時間スペシャル』内での放送となった。また、『オールナイトニッポン×フジテレビ スペシャルコラボ生放送！』として、本番組のスタジオ内の様子がフジテレビ（関東ローカル）で2月18日1時25分から1時40分の15分間にわたり生中継された[11][12]。
- 2023年8月11日（12日深夜）放送分は、せいやが「家庭の事情」のために休演し、粗品一人で一人二役による生放送を行った。なおこの回は「2024年日本民間放送連盟賞 東京地区審査 ラジオ生ワイド部門」一位[13]、「2024年日本民間放送連盟賞 中央審査 ラジオ生ワイド部門」優秀賞、「第61回ギャラクシー賞 ラジオ番組部門」選奨[14]を受賞している。
- 2023年9月23日（22日深夜）放送分では、せいやが結婚した事を生報告。婚姻届の証人は粗品と、先輩芸人である盛山晋太郎（見取り図）が担当。この日の放送ではコーナーは一つも行われず、粗品によるせいやへの結婚についてのインタビューに終始した[15]。
- 2023年12月9日（10日深夜）放送分は、せいやは急遽大阪の実家からリモートで出演。放送当日に第一子が誕生したことを生報告した[16]。
- 2024年8月10日（9日深夜）は本番組が休止のため代理番組『令和ロマンのオールナイトニッポン』が放送予定だったが、パーソナリティの令和ロマンがこの日発生した神奈川県を震源とする地震の影響で到着が遅れた為、急遽放送直前まで自身のYouTubeチャンネルの撮影を行っていた粗品と撮影に参加していた『ギャンブル四兄弟』メンバー（前田龍二、シモタ（下田真生）、大東翔生）がスタジオに駆けつけ、2時頃まで持参した丼とサイコロを用いてチンチロを行い、場を繋いだ[17]。せいやも番組冒頭に大阪にある妻の実家から電話出演したが、放送直前に出演依頼の連絡が来たことに対して不満を漏らした[18]。
- 2024年9月21日（20日深夜）放送分は粗品が体調不良で休演。この日は冒頭から2024年9月7日（6日深夜）放送分の音源を流し、それに対してせいやが武田鉄矢などのモノマネをしながらツッコミを入れていく生コメンタリー方式での放送を行った[19]。
- 2024年10月5日（4日深夜）放送分は粗品が再び体調不良で休演。この日はMVPレースの結果発表を含め全てのコーナーを行わず、せいやが全編に渡ってエピソードトークを繰り広げた。
- 2025年7月19日（18日深夜）放送分では粗品が喉の不調のため休演。オープニングのみせいや1人で進行し、その後は急遽ゲスト出演となった杉本青空（からし蓮根）、ジャンボたかお（レインボー）を加えた3人で放送を行った。

## 放送休止事例

### 他番組になった時
- 2019年10月18日 - TENDOUJI[注 33]
- 2020年1月3日 - 澤野弘之
- 2021年1月1日 - 鬼越トマホーク
- 2021年3月19日 - 第44回日本アカデミー賞スペシャル
- 2021年9月17日 - 内村光良
- 2021年11月5日 - 黒島結菜
- 2021年12月24日 - SixTONES（ラジオチャリティーミュージックソンスペシャル）
- 2021年12月31日 - 三四郎のオールナイトニッポン 年越し初笑いスペシャル 2021→2022
- 2022年9月16日 - YOASOBI[注 33]
- 2023年1月6日 - TOP4
- 2024年1月5日 - DISH//
- 2024年8月9日 - 令和ロマン、ギャンブル四兄弟（粗品、前田龍二、シモタ、大東翔生）[注 34]
- 2024年9月13日 - NiziU[注 33]
- 2024年10月11日 - Fukase（SEKAI NO OWARI）
- 2025年1月3日 - すとぷり

### ピンチヒッター
- 2022年1月28日 - トム・ブラウン

## 番組イベント
『霜降り明星のオールナイトニッポン タケシのシチュー』
2021年7月31日、東京・ニッショーホールにて行われた。タイトルは番組内コーナー『ピリオドチャンピオン』にて採用された、アニメ『ポケットモンスター』の登場人物であるタケシが主人公たちに料理を振舞う際にシチューをよく作っているというネタから取られている。イベント前日のラジオ本放送では粗品が新型コロナワクチンの副反応の影響により欠席していたが、その後回復したことにより二人でイベントに登壇した。

## テーマ曲・BGM
※Spotifyでのアーカイブ配信ではBGMは全てカットされ、ジングルはオールナイトニッポン共通ジングル含め別のBGMに差し替えられる。尚、2023年6月9日放送分から「ポケットいっぱいの秘密♪」のコーナーに限り、差し替えられる形で別のBGMが流れるようになった。
オールナイトニッポン0(ZERO)（2019年4月5日 - 2021年3月26日)
- オープニング：ジ・オーディナリー・ボーイズ「Boys Will Be Boys」
- エンディング：Herb Alpert & The Tijuana Brass「BITTERSWEET SAMBA」

オールナイトニッポン（2021年4月2日 - )
- オープニング：Herb Alpert & The Tijuana Brass「BITTERSWEET SAMBA」
- エンディング：Stereophonics「C'est La Vie」

コーナー内BGM
- ピリオドチャンピオン：荻野目洋子「千年浪漫」（アウトロ部、コーナーの元ネタであるオールスター感謝祭でもBGMとして使用されている。）
- 「ポケットいっぱいの秘密♪」のコーナー：アグネス・チャン「ポケットいっぱいの秘密」
- 一行：Fear Of Pop「Slow Jam '98」
- MVPレース結果発表：Arctic Monkeys「I Bet You Look Good On The Dancefloor」
- 霜降り甲子園：Official髭男dism「宿命」[注 36]（サビ部分、企画の告知や結果発表の際に使用される。）
- 同上：ラファエル・エルナンデス「エル・クンバンチェロ」（ブラスバンドの演奏によるもの、決勝コーナーのBGMとして使用される。）

### CMフィラー
現在（2021年4月2日 - )
曲を固定せず、週替わりで霜降り明星に関連した曲や前回の放送内容、その日のOPトークに沿った曲が流されている。なおニッポン放送と一部のネット局では流れない。
過去のフィラー（2019年4月5日 - 2020年4月3日）
前ディレクターの三浦憲高が選出した楽曲。全ての曲タイトルに“星”という文字が入っている。
- KANA-BOON 「結晶星」
- YUKI「星屑サンセット」
- The Little Monsters Family「星がきれい」
- フジファブリック「星降る夜になったら」
- 私立恵比寿中学「星の数え方」
- BiSH「BiSH-星が瞬く夜に」
- Halo at 四畳半「箒星について」
- SCANDAL「夜明けの流星群」

過去のフィラー②（2020年4月10日 - 2021年3月26日）
放送開始1周年を機にせいや・粗品が選曲した8曲。5曲目〜8曲目は2020年4月3日の放送でせいやと粗品がそれぞれ持ち寄った曲からスタッフの多数決によって決められた。
- ラストアイドル「愛を知る」→「何人も」
- 桑田佳祐「可愛いミーナ」（せいや選曲）
- Hi-STANDARD「STARRY NIGHT」（粗品選曲）
- 志村けん「東村山音頭」（せいや選曲）
- CRダイナマイトキング in 沖縄より「ワンナイトサマー」（粗品選曲）
- CR黄門ちゃまより「メグルタビビト」（粗品選曲）
- UNDER17「天罰！エンジェルラビィ」（粗品選曲）
- アグネス・チャン「トップ・オブ・ザ・ワールド」（せいや選曲）

## スタッフ
現在のスタッフ
- ディレクター：菊田知史（2024年7月12日 -）
- 構成作家：畠山健（2019年4月5日 - ）
  - サブ作家：高橋亘（2019年4月5日 - ）
  - サード作家：錦戸秀雄
- ミキサー：松本
- AD：佐々木

過去のスタッフ
- ディレクター：野上大貴（2020年4月3日 - 2024年7月5日）
- ディレクター：三浦憲高（2019年4月5日 - 2020年3月27日）